# Joseph Badalucco, Jr.
Joseph „Joe“ Badalucco, Jr. (* 1960 in Brooklyn, New York City) ist ein US-amerikanischer Schauspieler italo-amerikanischer Abstammung und Bruder des Schauspielers Michael Badalucco.

## Leben
Seine bekannteste Rolle ist die des Jimmy Altieri in der Fernsehserie Die Sopranos. Er spielte außerdem in Third Watch – Einsatz am Limit und hatte unter anderem kleinere Rollen in Godzilla und in  Der Pate III.

## Filmografie (Auswahl)
- 1990: Der Pate III (The Godfather Part III)
- 1992: Stimmen im Dunkel (Whispers in the Dark)
- 1998: Godzilla
- 1999–2001: Die Sopranos (The Sopranos, Fernsehserie, 8 Folgen)
- 2002: Ein Chef zum Verlieben (Two Weeks Notice)
- 2004: Kinsey – Die Wahrheit über Sex (Kinsey)
- 2004–2005: Third Watch – Einsatz am Limit (Third Watch, Fernsehserie, 22 Folgen)
- 2008: Wen die Geister lieben (Ghost Town)
- 2009: Lügen macht erfinderisch (The Invention of Lying)